# Raedwald
Raedwald, fill de Tytila, fou rei de l'Ànglia de l'Est des del 600 fins a l'any de la seva mort, el 624. Aproximadament a partir del 616 fou el monarca anglosaxó més poderós al sud del riu Humber. També fou el primer monarca del seu país en rebre una educació cristiana. En la Crònica anglosaxona se li dona el títol de bretwalda.

## Joventut
Durant la joventut de Raedwald, l'actual Anglaterra estava dividida en diversos regnes anglosaxons. Etelbert de Kent es va casar amb Berta, filla del merovingi Caribert I, rei dels francs. Ceawlin de Wessex, el més fort al sud de l'Humber, mantenia la seva autoritat rebutjant amb èxit les incursions dels britans i del mateix Etelbert de Kent, mentre que a Mèrcia, Creoda fundava la seva pròpia casa reial.
Al nord de l'Humber, els regnes de Deira i Bernícia estaven sota el control de dues cases rivals. Aella de Deira moria el 588 deixant un fill, Edwin de Northúmbria, i una filla, Acha. La dinastia de Bernícia, parents del Casal de Wessex, va adquirir més poder i el seu rei Etelfred es va casar amb Acha, cosa que li permeté guanyar el control de Deira i consolidar ambdós regnes en un sol, el Regne de Northúmbria. Edwin va haver de marxar exiliat a la cort del Regne de Gwynedd.

## Família i conversió al cristianisme
Segons Beda, Raedwald era descendent de Wuffa, fundador de la dinastia dels Wuffingas. Nascut cap al 560 fou el germà gran d'Eni d'Ànglia de l'Est. En la dècada del 590 es va casar amb una dona pagana amb qui va tenir dos fills, Raegenhere i Eorpwald.
Poc després del seu matrimoni, el papa Gregori I va enviar Agustí de Canterbury a les illes Britàniques, el qual va convertir Etelbert de Kent i va fundar els bisbats de Kent i d'Essex. Fou a Kent on Raedwald es va convertir al cristianisme, probablement convidat pel rei Etelbert, que cada dia assumia més poder. Tanmateix, la decisió de Raedwald no fou benvinguda entre els seus, especialment per la seva muller.

## Edwin de Northúmbria i guerra amb Etelfred
Etelfred, fundador del Regne de Northúmbria, estava intentant acabar amb tots els seus rivals directes al tron. El seu cunyat Edwin es refugiava a Mèrcia, on es va casar amb la filla del rei. El segon pretendent, Hereric, cosí d'Edwin, fou enverinat mentre s'amagava a la cort del Regne d'Elmet.
Edwin, espantat, va fugir fins a arribar a l'Ànglia de l'Est, on fou rebut amb els braços oberts per Raedwald, que el va acollir sota la seva protecció.
Aquest fet va arribar al coneixement d'Etelfred, el qual va oferir molts diners a Raedwald per posar fi a la vida d'Edwin, va insistir fins a tres vegades i finalment va amenaçar amb la guerra si Edwin no era assassinat. Però aparentment, Raedwad va decidir no fer cas d'Etelfred i escoltar la seva muller, que li va recriminar que un rei no havia de trair la seva paraula ni vendre un amic per or, i finalment Raedwald va decidir donar suport a Edwin i preparar-se per la guerra.

## La batalla del riu Idle (616)
Ràpidament, Raedwald va reunir les seves tropes i va marxar contra Etelfred abans que aquest pogués preparar els seus homes. Els dos exèrcits toparen a la vora del riu Trent i en la batalla van morir Etelfred i el fill de Raedwald, Raegenhere. Edwin va prendre la corona de Northúmbria i els fills d'Etelfred van marxar a l'exili. Segons l'historiador Henry de Huntingdon, l'exèrcit de Raedwald estava organitzat com una legió romana, en tres grups liderats per Raedwald, Raegenhere i Edwin. Etelfred va decidir atacar en formació oberta i en veure a Raegenhere, pensant que es tractava d'Edwin, atacaren el seu grup i el van matar. Furiós, Raedwald va trencar les files d'Etelfred, i li va donar mort.

## L'imperiumde Raedwald
Poc després de la batalla, moria Etelbert de Kent, i deixava el regne al seu fill Eadbald, que no era cristià. Saebert d'Essex també havia mort i els seus tres fills, que també eren pagans, es van repartir el regne i van expulsar el bisbe. Per tant, Raedwald va restar com a únic rei cristià i per això Beda el va reconèixer com successor de l'imperium de Ceawlin i Etelbert. També el va anomenar Rex Anglorum ("rei dels angles"). Gràcies al deute que Edwin tenia amb ell, Raedwald va tenir molta influència en el regne de Northúmbria.

## Desenvolupament del comerç
Durant el primer quart del segle vii, es va desenvolupar el comerç des del port de Gipeswic (actual Ipswich), situat en l'estuari del riu Orwell, des del qual s'importaven mercaderies des d'altres ports de la mar del Nord com ara terrissa. Steven Plunkett creu que la fundació de Gipeswic va tenir lloc sota la supervisió dels Wuffingas. Passarien uns cent anys fins que al voltant d'aquest port sorgís una ciutat, però els seus inicis són una prova de la supremacia del regnat de Raedwald.
Entre els béns que es van trobar dins les tombes anglosaxones de Gipeswic, que estaven sota petits túmuls, no eren objectes molt elaborats ni demostraven riquesa, com les trobades en un altre punt a la vora del mateix riu, llevat d'una tomba, la qual s'ha suggerit que podria pertànyer a un visitant procedent de Renània.